# Elvira Donés
Elvira Dones (nascida em 1960) é uma romancista albanesa, roteirista e produtora de documentários.

## Vida pessoal
Nascida na cidade costeira de Durrës Dones formou-se na Universidade Estadual de Tirana . Em 1988, ela foi contratada pela Albanian State Television e, nessa qualidade, viajou para a Suíça, onde desertou.
Julgada por traição na Albânia ( à revelia ), ela foi condenada à prisão e teve acesso negado a seu filho até o colapso do comunismo na Albânia em 1992. De 1988 a 2004, Dones morou na Suíça, onde trabalhou como escritora e jornalista de televisão, além de escrever, dirigir e produzir vários documentários. Desde 2004 ela mora nos Estados Unidos.
A maior parte de sua escrita é em italiano ou albanês, mas vários de seus documentários foram legendados em inglês. Vários desses filmes ganharam ou foram indicados para vários prêmios. Seu documentário mais recente, Virgem Jurada, conta a história de mulheres no norte da Albânia que juram castidade perpétua na adolescência e se tornam homens em sua sociedade - não mulheres agindo como homens ou mulheres que mudaram de sexo, mas simplesmente mulheres que agora são homens . Este filme foi eleito o melhor documentário no Festival de Cinema Feminino de Baltimore em 2007.

## Filmografia
- Brunilda (2003)
- Eu ngujuar (Nailed) (2004)
- Virgem Jurada (2015)